# Грушівка (станція метро)
53°53′12″ пн. ш. 27°30′53″ сх. д. / 53.88667° пн. ш. 27.51472° сх. д.
Гру́шівка (біл. Гру́шаўка) — колонна станція Мінського метрополітену Московської лінії. Розташована між станціями «Інститут культури» і «Міхалово». Відкрита 7 листопада 2012 року у складі четвертої черги Московської лінії. На станції заставлено тактильне покриття.

## Конструкція станції
Колонна двопрогінна мілкого закладення з однією острівною платформою.

## Виходи
Станція розташована на перетині проспекту Дзержинського і вулиці Щорса, в центрі мікрорайону «Грушівка» Московського району Мінська.

## Галерея

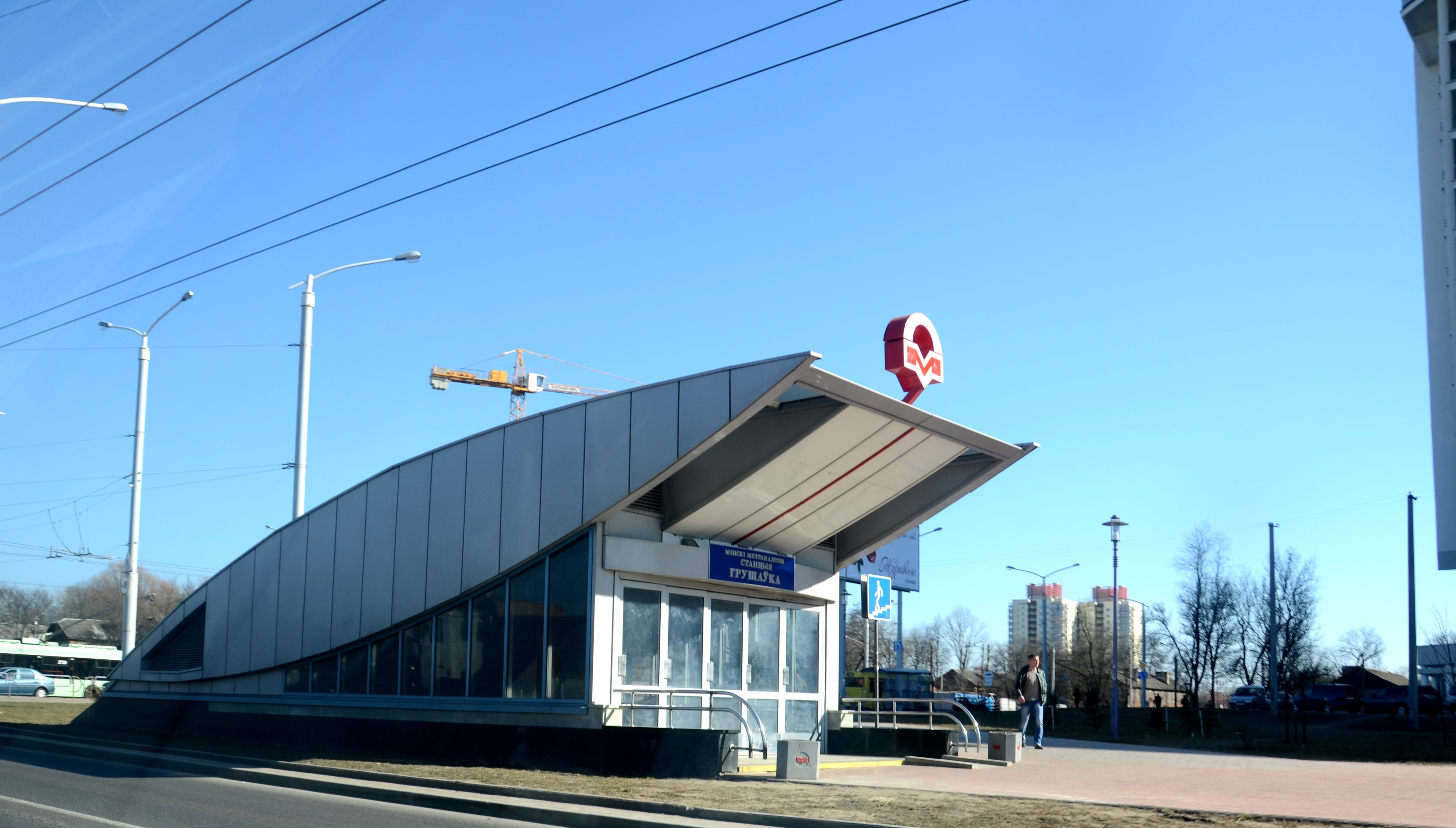
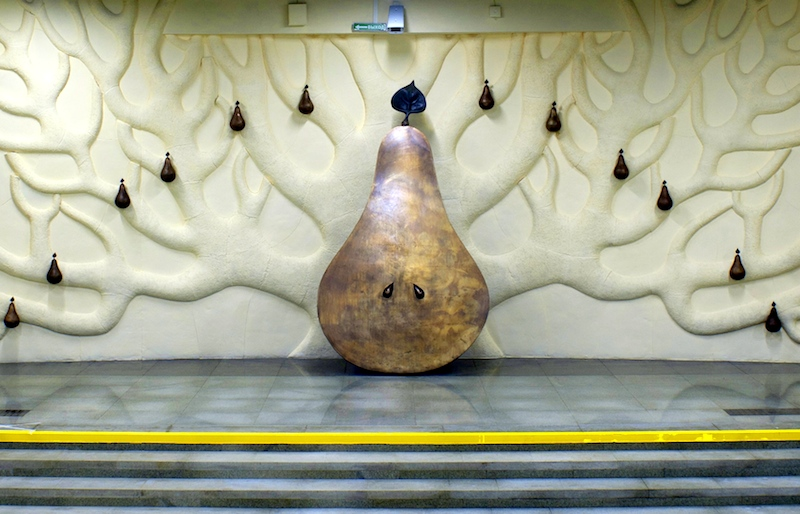

## Пересадки
- А: 6, 49, 52, 74с;
- Тролейбус: 12, 36, 40, 53